# بیاتریس هیل-لو
بیاتریس هیل-لو (انگلیسی: Beatrice Hill-Lowe; ۲۶ ژانویهٔ ۱۸۶۹ – ۲ ژوئیهٔ ۱۹۵۱) ورزشکار تیراندازی با کمان اهل بریتانیا بود.
وی در مسابقات کشوری و بین‌المللی در مجموع برندهٔ ۱ مدال برنز شده‌است.